# 2.43 清陰高校男子バレー部
『2.43 清陰高校男子バレー部』（にーてんよんさん せいいんこうこうだんしバレーぶ）は、壁井ユカコによる日本の小説。イラストは山川あいじが担当している。集英社のWEB文芸サイト『RENZABURO』にて2012年6月から連載開始。2013年より単行本が発売され、2015年より集英社文庫から文庫版が発売されている。2019年11月から集英社文芸ステーションにて4th season『2.43 清陰高校男子バレー部 next 4 years』連載中。

## 概要
山と青空に囲まれた福井の県立高校、清陰高校を舞台に全国大会を目指す男子バレーボール部員たちが描かれる。原作は黒羽と灰島を中心に、棺野と末森、青木と小田、三村と越智、浅野と弓掛など、二人一組の群像劇となっている。アニメ版では、黒羽と灰島の二人が主人公として焦点が絞られ話が進んでいく。

## あらすじ
東京の強豪中学バレーチームで深刻なトラブルを起こしてしまった灰島公誓は、子供時代を過ごした母方の郷里・福井に転居し、幼なじみの黒羽祐仁と再会。共に紋代中バレー部で活動するが、中学最後の県大会で衝突し、絶縁状態のまま、二人は福井県立七符清陰高校に進学する。進学先の男子バレー部で待っていたのは、身長163cmの熱血主将小田とクールで毒舌な193cm副主将青木の3年生コンビや、日光アレルギーで常に長袖長ズボンの棺野をはじめとする2年生たち。バレーを愛する天才だが人付き合いが下手な灰島と、ずばぬけた身体能力を持つがヘタレな黒羽を中心に、田舎の弱小バレー部の闘いが始まる。

### 代表決定戦編
トラブルを乗り越え本格始動した清陰高校男子バレー部は、福井の新星として注目される存在に成長していく。そして“春高バレー”福井県代表の座を懸け、県内最強エースアタッカー三村統が率いる常勝校・福井県立福蜂工業高校との正面対決が幕を開ける。一方、県内に敵なしの常勝校・福蜂工業高校の県内最強エースアタッカーで主将の三村には、男子マネージャーの越智との「約束」を高校最後の全国大会で叶えねばならない理由があった。

### 春高編
春の高校バレーに初出場を決めた清陰高校。日本男子バレー界の救世主と呼ばれる身長202cmの川島賢峻を有する北海道・鹿角山高校、インターハイを制した全国王者の福岡県・箕宿高校、強いバレーを目指す監督のもと全国から選手が集う東京都・景星学園など、全国から集まった強豪校がそれぞれの思いを胸に、高校最高峰の熱戦が始まる。

### next 4 years
灰島、黒羽、三村、越智、弓掛、浅野……コートを挟んで熱戦を繰り広げた彼らが、その舞台を高校バレーから大学バレーへと移す。

### ミカサコラボショートストーリー
2016年、2017年、2018年の夏のコミックマーケットでバレーボールメーカーの株式会社ミカサとのコラボ企画として書きおろされたショートストーリー。
『暁〜daybreak～』
春高代表決定戦翌日の日曜日の早朝、女子バレー部の末森荊は前日に見た試合の興奮冷めやらぬまま、清陰高校の体育館で自主練に励んでいた。そこへ練習が休みのはずの男子部員の面々がやってきて……。2ndシーズンと3rdシーズンをつなぐ前日譚。
『去年と来年〜ボールの話』
清陰バレー部の部室で福蜂工業高校の校名が署名されたミカサ製のボールを見つけた黒羽は、折を見てボールを福蜂に返却するようにと先輩から役目を押し付けられる。福蜂と大学生の合同練習に清陰が招待されたときのサイドストーリー。
『男子バレー部が全国大会初出場！清陰高校を取材しました！』
代表戦後、清陰バレー部にテレビ局の取材が。黒羽、小田、青木、棺野、灰島……部員1人1人をカメラが追う。

### 「遊びに来ての！福井県×2.43清陰高校男子バレー部スペシャルショートストーリー 」
福井県交流文化部ブランド課とのコラボ企画によるショートストーリー。 福井県内で配布された冊子のほか、特設サイトでも読むことができる。
『101回目はきみと〜清陰バレー部のけだるい休日〜』
清陰バレー部が福井県内のデートスポットや観光名所について語り合う。
『特別じゃない特別な日〜はらぺこ福蜂バレー部の午後〜』
福蜂バレー部が福井県グルメで食い倒れる日常話。
『大きなカニには大きな夢を〜清陰バレー部の総領息子』
清陰バレー部が黒羽家で福井の郷土料理や冬の味覚であるカニを食べる。

### アニメBlu-ray・DVD特典書き下ろし短編小説
上巻特典『いとこのいとこの』
夏休み合宿前のある日、灰島はランニング中に黒羽のいとこ、黒羽絃子と遭遇する。
下巻特典『甘口キングと辛口ジャック』
高一の夏休み明け、マネージャーに転向した福蜂の越智は学食で小・中学生に向けたバレー教室のレクリエーション企画を考えていた。引っ込み思案な性格が災いしてまだ部活に馴染めていない越智だったが、三村の影響で徐々に部のメンバーと打ち解けて行く。

## 登場人物
声の項はテレビアニメ版の声優。

### 七符清陰高校
灰島 公誓（はいじま きみちか）
声 - 小野賢章、藍原ことみ（幼少期）
身長:181cm→183cm
誕生日:1月7日
1年F組。ポジションはセッター。背番号は8番。
本作の主人公の一人。バレーの事しか考えていないバレーバカ。幼稚園の時、家の事情から東京都に転居し、バレーボールの強豪中学に通ったものの、とある事件をきっかけに不登校になり、祖父母の住む福井県に戻り黒羽のいる紋代中学に転校する。
のちに欅舎大学に入学。大学編の身長は186cm。
黒羽 祐仁（くろば ゆに）
声 - 榎木淳弥、南真由（幼少期）
身長:184cm→186cm
誕生日:9月30日
1年C組。ポジションはウイングスパイカー。背番号は7番。
本作の主人公の一人。福井県紋代町の地主の一人息子。幼馴染であった灰島と再会したことがきっかけで本格的にバレーボールを始めた。持ち前の運動神経の良さでバレーボールのセンスを発揮していくが、緊張に弱く肝心なところで失敗しがち。
のちに欅舎大学に入学。大学編の身長は189cm。
従兄弟に頼道（よりみち/声 - 濱野大輝）と絃子（いとこ/声 - 戸田めぐみ）がいる。なお頼道と絃子は兄妹である。
小田 伸一郎（おだ しんいちろう）
声 - 伊東健人
身長:163cm
誕生日:7月25日
3年F組。バレーボール部主将。ポジションはウイングスパイカー。背番号は1番。
バレーボールに情熱を注ぐものの、身長の壁に阻まれたことから、高校卒業後は別の道に進むことを考えている。部員からの信頼は篤く、部を引っ張る存在。弁当が大きい。女子バレー部の末森荊に柴犬っぽいと思われている。
一浪ののち、大阪の大学に入学。
青木 操（あおき みさお）
声 - 梅原裕一郎
身長:193cm
誕生日:12月6日
3年C組。バレーボール部副主将。ポジションはミドルブロッカー。背番号は2番。
部の副主将とマネージャー的業務、生徒会副会長をつとめる秀才だが毒舌家。運動嫌いだったが高校入学してすぐに同じクラスの小田に誘われバレーボール部に入部。女子バレー部の末森荊にキリンっぽいと思われている。
のちに関西の私大での仮面浪人一年を経て、京都大学法学部に入学。
内村 直泰（うちむら なおやす）
声 - 梶原岳人
身長:175cm
誕生日:6月10日
2年D組。ポジションはウイングスパイカー。背番号は3番。
自分は凡庸だと思っているが能力も性格もバランスがいい。後輩想いの一面がある。
棺野 秋人（かんの あきと）
声 - 蒼井翔太
身長:181cm
誕生日:2月12日
2年C組。ポジションはウイングスパイカー。背番号は4番。
健康上の理由から長時間、屋外での運動ができず、男子バレー部が屋外練習外の際には女子バレーボール部の屋内練習に参加している。末森荊とは中学時代から共にバレーボールをしており、彼女への想いを秘めている。
のちに秋葉大学へ入学。
外尾 一馬（ほかお かずま）
声 - 若林佑
身長:170cm
誕生日:5月1日
2年A組。ポジションはリベロ。背番号は5番。
マイペースな性格で自分は自分という割り切りを自然とやるタイプ。
大隈 優介（おおくま ゆうすけ）
声 - 木村昴
身長:187cm
誕生日:8月24日
2年B組。ポジションはミドルブロッカー。背番号は10番。
元々はラグビー部に所属していたがバレーボール部へ転部。粗野な性格だが繊細な部分もある。
のちに大智大学に入学。
長門 亮（ながと りょう）
声 - 広瀬裕也
1年E組。
灰島と黒羽とは同じ紋代中学校バレーボール部出身。高校でもバレーボール部に入部するが灰島の入部を機に退部する。
末森 荊（すえもり いばら）
身長:173cm
声 - 鈴代紗弓
誕生日:6月23日
2年A組。
清陰高校女子バレーボール部所属。クール系女子として慕われている。中学時代にはバレーボール部のエースだったものの高校で躓いてしまう。

### 福蜂工業高校
三村 統（みむら すばる）
声 - 石川界人
身長:189cm
誕生日:3月5日
福蜂工業高校3年生。バレーボール部主将。ポジションはウイングスパイカー。背番号は1番。
「悪魔のバズーカ」という異名を持ち、全国大会にて最多出場を誇る福井県王者の主将で、絶対的エース。明るく人懐こい性格と強いカリスマ性でチームを牽引する。大の甘党で、試合の合間に飲むドリンクは練乳入りイチゴ牛乳。ドリンクボトルにはメンバーにより「ゲロ甘」「人には毒」などと書かれている。
のちに欅舎大学に入学。大学編の身長は192cm。
越智 光臣（おち みつおみ）
声 - 天﨑滉平
身長:168cm
誕生日:5月15日
福蜂工業高校3年生。マネージャー。
高校1年生の夏に怪我で選手を諦め退部も考えていたが、三村に引っ張られてマネージャーに転向した。地味で辛い性格ながら、最強チームを支える裏方として選手からの信頼は篤い。
のちに一浪して国立八重洲大学に入学し、アナリストの勉強中。
高杉潤五（たかすぎ　じゅんご）
声 - 安部川賢治郎
身長:190ｃｍ
誕生日:4月3日
福蜂工業高校3年生。ポジションはミドルブロッカー。背番号は2番。
スピンオフ短編集『空への助走 福蜂工業高校運動部』収録作品『強者の同盟』の主人公。
のちに臨海国際大学に入学。
朝松壱成（あさまつ　いっせい）
声 - 竹田海渡
身長:188ｃｍ
誕生日:6月20日
福蜂工業高校3年生。ポジションはミドルブロッカー。背番号は3番。
戸倉工兵（とくら　こうへい）
声 - 大河元気
身長:183ｃｍ
誕生日:7月1日
福蜂工業高校2年生。ポジションはウイングスパイカー。背番号は4番。
神野龍大（じんの　りゅうだい）
声 - 江口拓也
身長:176ｃｍ
誕生日:8月17日
福蜂工業高校3年生。ポジションはリリーフサーバー。背番号は5番。
掛川智紀（かけがわ　ともき）
声 - 堀江瞬
身長:175ｃｍ
誕生日:9月21日
福蜂工業高校2年生。ポジションはセッター。背番号は11番。
矢野目慶太（やのめ　けいた）
声 - 野上翔
身長:180ｃｍ
誕生日:11月8日
福蜂工業高校2年生。ポジションはウイングスパイカー。背番号は12番。
猿渡勇飛（さわたり　ゆうひ）
声 - 白石兼斗
身長:172ｃｍ
誕生日:10月16日
福蜂工業高校3年生。ポジションはリベロ。背番号は13番。
畑監督
声 - 東地宏樹
福蜂工業高校バレー部監督。

### その他
弓掛 篤志（ゆみかけ あつし）
身長:175cm
福岡県代表の箕宿高校3年生。ポジションはウイングスパイカー。主将。
ユース代表で、同校ではNo.1の呼び声が高い最強のプレーヤー。
のちに慧明大学に入学。
浅野 直澄（あさの なおずみ）
身長:191cm
東京都代表の景星学園高校3年生。ポジションはウイングスパイカーとセッター。主将。
ユース代表で、性格は大人しい。弓掛とはライバルかつ親友。
のちに八重洲大学に入学。
佐々尾 広基（ささお ひろき）
身長:185cm
関東の慧明大学バレーボール部員。ポジションはウイングスパイカー。主将。
福岡県出身。弓掛と知己だったが地元福岡を離れて上京し、景星学園でエースとして活躍するも破魔がいる北辰に敗れる。
「next4years」では慧明大学に入学した弓掛と2年間チームをともにしたのち卒業した。

#### next 4 years
太明倫也（たいめい　みちや）
身長:177cm
八重洲大学4年生主将。ポジションはリベロ。愛知県出身。出身高校は無名だが、とある使命を帯びて八重洲大学監督・堅持にスカウトされる。“バレーエリート”ではないが、明朗快活でキャプテンシーが高く、破魔らが神輿を担ぐ八重洲の守護神。金髪がトレードマーク。
破魔清央（はま　すがお）
身長:197cm
八重洲大学4年生。ポジションはミドルブロッカー。長野県出身。日本代表メンバー。北辰高校で高校六冠を果たし、大学最高峰チーム・八重洲に進学したバレーエリート。鍛えられた肉体と機械のような冷静さから“ターミネーター”の二つ名で恐れられる最強ミドルブロッカー。副主将でコートキャプテン。

## 既刊一覧
いずれも集英社より発売。
- 単行本
  1. 『2.43 清陰高校男子バレー部』、2013年7月26日発売[1]、ISBN 978-4-08-771523-1
  2. 『2.43 清陰高校男子バレー部 second season』、2015年6月5日発売[8]、ISBN 978-4-08-771614-6
  3. 『2.43 清陰高校男子バレー部 春高編』、2018年9月26日発売[9]、ISBN 978-4-08-771158-5
- スピンオフ短編集（単行本）
  1. 『空への助走 福蜂工業高校運動部』、2016年10月5日発売[10]、ISBN 978-4-08-771013-7
- 集英社文庫
  1. 『2.43 清陰高校男子バレー部 1』、2015年3月20日発売[11]、ISBN 978-4-08-745292-1
  2. 『2.43 清陰高校男子バレー部 2』、2015年4月17日発売[12]、ISBN 978-4-08-745306-5
  3. 『2.43 清陰高校男子バレー部 代表決定戦編 1』、2017年11月17日発売[13]、ISBN 978-4-08-745660-8
  4. 『2.43 清陰高校男子バレー部 代表決定戦編 2』、2017年12月14日発売[14]、ISBN 978-4-08-745676-9
  5. 『2.43 清陰高校男子バレー部 春高編』、2021年2月19日発売[15]、ISBN 978-4-08-744208-3

## 漫画
小説の装画を担当した山川あいじによるコミカライズ作品が、『Cocohana』（集英社）にて2018年9月号より連載中。

## テレビアニメ
2019年11月1日にテレビアニメ化が発表された。2021年1月から3月までフジテレビ『ノイタミナ』枠ほかにて放送された。
コラボレーション企画として、福井県内の観光地や食等が登場する短編小説が同年12月中旬から特設サイトで公開されている。さらにキャストの内、棺野秋人役を務め、福井市出身でもある蒼井翔太が「『2.43』×ふくいパブリシスト」に就任の上、広報活動を務めることが決定した。また、フジテレビ系列にて放送の『第73回全日本バレーボール高等学校選手権大会』では本作のアニメーションを使用したオープニング映像が放送された。

### スタッフ
- 原作 - 壁井ユカコ[6]
- 監督 - 木村泰大[6]
- シリーズ構成・脚本 - 黒田洋介[6]
- キャラクター原案 - 山川あいじ[6]
- キャラクターデザイン - 高橋裕一[6]
- 美術監督 - 松村良樹、秋山健太郎[6]
- 美術設定 - 伊井蔵
- 色彩設計 - 津守裕子[6]
- 3Dディレクター - 山本祐希江[6]
- 撮影監督 - 鯨井亮[6]
- 編集 - 廣瀬清志[6]
- 音響監督 - 土屋雅紀[6]
- 音楽 - 菅野祐悟[6]
- 音楽制作 - フジパシフィックミュージック
- チーフプロデューサー - 高瀬透子、三宅将典
- プロデューサー - 榎本有希、井上めぐみ
- アニメーションプロデューサー - 乙川将志
- アニメーション制作 - david production[6]
- 製作 - アニメ「2.43」製作委員会（フジテレビジョン、アニプレックス、集英社、FCC、公益財団法人日本バレーボール協会、電通、トーハン、ムービック、アニマックス）

### 主題歌
「麻痺」
yamaによるオープニングテーマ。作詞・作曲はTOOBOE。
「Undulation」
崎山蒼志によるエンディングテーマ。作詞・作曲は崎山、編曲は立崎優介と田中ユウスケ。

### 各話リスト
| 話数   | サブタイトル               | 絵コンテ        | 演出              | 作画監督                                                                                 | 総作画監督      | 初放送日      |
| ------ | -------------------------- | --------------- | ----------------- | ---------------------------------------------------------------------------------------- | --------------- | ------------- |
| 第1話  | 少年ユニチカ               | 木村泰大        | 鈴木恭兵          | 小林亮                                                                                   | 高橋裕一        | 2021年 1月8日 |
| 第2話  | 最高で最低のプレイメイカー | 鈴木恭兵        | 宇和野歩          | 小園菜穂 迫江沙羅 柳瀬譲二 金内恵美里 藤崎真吾                                           | 高橋裕一 小林亮 | 1月15日       |
| 第3話  | 犬の目線とキリンの目線     | 菅原尚          | 菅原尚            | 金内恵美里 西川真人 津熊健徳 森幸子 石橋大輔 CHA MYEONG JUN                              | 高橋裕一 小林亮 | 1月22日       |
| 第4話  | 高く、はやく、強く         | 横内一樹        | 鈴木恭兵 津曲大介 | 森幸子 伊澤珠美 重本和佳子 石橋大輔                                                      | 高橋裕一 小林亮 | 1月29日       |
| 第5話  | スタンド・バイ・ミー       | 藤本ジ朗        | 宇和野歩          | 小園菜穂 迫江沙羅 奥谷周子 髙阪雅基 石橋大輔 小林亮                                      | 高橋裕一 小林亮 | 2月5日        |
| 第6話  | 笑うキングと泣き虫ジャック | 津曲大介        | 津曲大介          | 森幸子 重本和佳子 Cha Myoung Jun 小林亮 伊澤珠美                                         | 高橋裕一 小林亮 | 2月12日       |
| 第7話  | コートを統べるヒーロー     | 千明孝一        | 橋口淳一郎        | 石橋大輔 重本和佳子 髙阪雅基 森幸子 Won Chang Hee Jeong Yeon Soon Park Hoon Jang Hee Kyu | 高橋裕一 小林亮 | 2月19日       |
| 第8話  | ユニチカ、再出陣           | 大脊戸聡        | 大脊戸聡          | 森幸子 重本和佳子 髙阪雅基 小林亮 Cha Myoung Jun 小島えり 伊澤珠美 豊島英太              | 高橋裕一 小林亮 | 2月26日       |
| 第9話  | 常勝とダークホース         | 中村哲治        | 亀井隆広          | Kim Yoon Jung Jang Hee Kyu Oh Eun Soo Kim Kyung Ho Lim Keun Soo Park Hoon                | 高橋裕一 小林亮 | 3月5日        |
| 第10話 | 英雄と天才1                | 藤本ジ朗 菅原尚 | 菅原尚            | 森幸子 小島えり 髙阪雅基 川口裕子 重本和佳子 金内恵美里 石川健太郎 豊島英太              | 高橋裕一 小林亮 | 3月12日       |
| 第11話 | 英雄と天才2                | 大脊戸聡        | 中村哲治          | 森幸子 髙阪雅基 小島えり 重本和佳子 金内恵美里 Lim Keun Soo Jang Hee Kyu Shin Jae Ik     | 高橋裕一 小林亮 | 3月19日       |
| 第12話 | 滑走路                     | 藤本ジ朗        | 藤本ジ朗          | 三浦春樹 重本和佳子 津曲大介 入江俊博 髙阪雅基 森幸子 松元美季                           | 高橋裕一 小林亮 | 3月26日       |

### 放送局
| 放送期間 | 放送時間                     | 放送局             | 対象地域   | 備考                 |
| --- | ---------------------------- | ------------------ | ---------- | -------------------- |
| 2021年1月8日 - 3月26日 | 金曜 0:55 - 1:25（木曜深夜） | フジテレビ         | 関東広域圏 | 製作参加             |
| |                              | 岩手めんこいテレビ | 岩手県     |                      |
| |                              | さくらんぼテレビ   | 山形県     |                      |
| |                              | 福島テレビ         | 福島県     |                      |
| |                              | サガテレビ         | 佐賀県     |                      |
| | 金曜 1:15 - 1:45（木曜深夜） | テレビ愛媛         | 愛媛県     |                      |
| | 金曜 1:20 - 1:50（木曜深夜） | 秋田テレビ         | 秋田県     |                      |
| | 金曜 1:30 - 2:00（木曜深夜） | 長野放送           | 長野県     |                      |
| |                              | テレビ静岡         | 静岡県     |                      |
| | 金曜 1:45 - 2:15（木曜深夜） | NST新潟総合テレビ  | 新潟県     |                      |
| |                              | テレビ熊本         | 熊本県     |                      |
| | 金曜 1:55 - 2:25（木曜深夜） | 仙台放送           | 宮城県     |                      |
| |                              | テレビ西日本       | 福岡県     |                      |
| | 金曜 2:00 - 2:30（木曜深夜） | テレビ新広島       | 広島県     |                      |
| |                              | 鹿児島テレビ       | 鹿児島県   |                      |
| | 金曜 2:17 - 2:47（木曜深夜） | 東海テレビ         | 中京広域圏 |                      |
| | 金曜 2:25 - 2:55（木曜深夜） | 関西テレビ         | 近畿広域圏 |                      |
| 2021年1月10日 - 3月28日 | 日曜 9:30 - 10:00            | 福井テレビ         | 福井県     | 協力                 |
| 2021年1月23日 - | 土曜 21:30 - 22:00           | アニマックス       | 日本全域   | 製作参加 / BS/CS放送 |
| 仙台放送を除くすべての放送局で字幕放送を実施。また、長野放送・福井テレビ・アニマックスの3局以外では『ノイタミナ』枠で放送。 |                              |                    |            |                      |

| 配信開始日    | 配信時間                   | 配信サイト | 備考                     |
| ------------- | -------------------------- | --- | ------------------------ |
| 2021年1月8日  | 金曜 12:00 更新            | FOD dアニメストア U-NEXT アニメ放題 dTV ひかりTV Amazon Prime Video                                               | 見放題配信               |
|               |                            | FOD ビデオマーケット music.jp DMM.com GYAO!ストア COCORO VIDEO Rakuten TV ムービーフルPlus HAPPY!動画 Google Play | 都度課金配信             |
|               | 金曜 更新                  | Netflix | 見放題配信               |
| 2021年1月10日 | 日曜 0:00（土曜深夜） 更新 | J:COMオンデマンド milplus                                                                                         | 見放題配信・都度課金配信 |
|               |                            | TELASA | 見放題配信               |
| 2021年1月11日 | 月曜 0:00（日曜深夜） 更新 | TSUTAYA TV | 都度課金配信             |
| 2021年1月15日 | 金曜 12:00 更新            | バンダイチャンネル                                                                                                | 見放題配信               |
| 2021年1月24日 | 日曜 0:00（土曜深夜） 更新 | アニマックスプレミアムVOD                                                                                         | 見放題配信               |

### BD / DVD
| 巻   | 発売日        | 収録話         | 規格品番     | 規格品番     |
| 巻   | 発売日        | 収録話         | BD限定版     | DVD限定版    |
| ---- | ------------- | -------------- | ------------ | ------------ |
| 上巻 | 2021年4月28日 | 第1話 - 第6話  | ANZX-13241/3 | ANZB-13241/3 |
| 下巻 | 2021年6月23日 | 第7話 - 第12話 | ANZX-13244/6 | ANZB-13244/6 |

| フジテレビ ノイタミナ        | フジテレビ ノイタミナ     | フジテレビ ノイタミナ |
| 前番組                       | 番組名                    | 次番組                |
| ---------------------------- | ------------------------- | --------------------- |
| 約束のネバーランド（再放送） | 2.43 清陰高校男子バレー部 | バクテン!!            |

## ドラマCD
アニメBlu-ray・DVD特典の壁井ユカコ書き下ろしによるドラマCD。
- 上巻特典「犬とキリンのヒストリー」「We are switched?!」
- 下巻特典「英雄のいちごタルト」「福蜂バレー部室の秘密」